# Dolichopeza (Oropeza) inomatai
Dolichopeza (Oropeza) inomatai is een tweevleugelige uit de familie langpootmuggen (Tipulidae). De soort komt voor in het Palearctisch gebied.